# Julija Sergejewna Stupak
Julija Sergejewna Stupak, geborene Belorukowa; (russisch Юлия Сергеевна Ступак (Белорукова); englisch Yuliya Stupak (Belorukova); * 21. Januar 1995 in Sosnogorsk, Republik Komi) ist eine russische Skilangläuferin.

## Werdegang
Julija Belorukowa kam mit 10 Jahren zum Skilaufen. Seit 2011 nimmt sie an Wettbewerben der Fédération Internationale de Ski teil. In der Saison 2013/14 trat sie vorwiegend am Eastern Europe Cup an. Dabei gewann sie über 5 km klassisch in Werschina Tjoi und belegte zum Saisonende den dritten Platz in der Gesamtwertung. Bei den Juniorenweltmeisterschaften 2014 im Val di Fiemme gewann sie Silber mit der Staffel und Bronze im Sprint. Ihr erstes Weltcuprennen lief sie im März 2014 in Lahti, welches sie mit dem 47. Platz im Sprint beendete. Ihre ersten Weltcuppunkte holte sie vier Tage später in Drammen mit dem 25. Platz im Sprint. Bei den russischen Skilanglaufmeisterschaften 2014 in Tjumen gewann sie Silber im Sprint. Im Februar 2015 holte sie Silber im Sprint bei den Nordischen Junioren-Skiweltmeisterschaften 2015 in Almaty. In der Saison 2015/16 errang sie den 31. Platz bei der Nordic Opening in Ruka und den 21. Platz bei der Ski Tour Canada. Dabei war der 14. Platz bei der Sprintetappe in Canmore und im 10,5-km-Massenstartrennen in Montreal ihre besten Saisonergebnisse im Weltcup. Im April 2016 wurde sie bei den russischen Skilanglaufmeisterschaften in Tjumen Dritte im Sprint. Nach Platz 20 bei der Weltcup-Minitour in Lillehammer zu Beginn der Saison 2016/17, holte sie im Januar 2017 im Teamsprint in Toblach zusammen mit Natalja Matwejewa ihren ersten Weltcupsieg. Bei den nordischen Skiweltmeisterschaften 2017 in Lahti holte sie zusammen mit Natalja Matwejewa die Silbermedaille im Teamsprint. Zudem wurde sie Zehnte im Sprint und Fünfte mit der Staffel. Zum Saisonende kam sie beim Weltcup-Finale in Québec auf den 22. Platz in der Gesamtwertung und erreichte den 32. Platz im Gesamtweltcup, den 18. Rang im Sprintweltcup und den zweiten Platz im U23-Weltcup. Zu Beginn der Saison 2017/18 errang sie den 14. Platz beim Ruka Triple. Dabei erreichte sie mit dem dritten Platz im Sprint ihre erste Podestplatzierung im Weltcupeinzel. Im Februar 2018 wurde sie bei den U23-Weltmeisterschaften in Goms Fünfte im Skiathlon und gewann bei den folgenden Olympischen Winterspielen 2018 in Pyeongchang jeweils die Bronzemedaille im Sprint und mit der Staffel. Zum Saisonende kam sie beim Weltcupfinale in Falun auf den 29. Platz und belegte abschließend den 29. Platz im Gesamtweltcup und den 19. Rang im Sprintweltcup.
Zu Beginn der Saison 2018/19 holte Belorukowa im Sprint in Ruka ihren ersten Weltcupeinzelsieg. Im weiteren Saisonverlauf kam sie im Weltcup 11-mal unter die ersten Zehn und errang den 11. Platz beim Lillehammer Triple und den fünften Platz bei der Tour de Ski 2018/19. Beim Saisonhöhepunkt, den nordischen Skiweltmeisterschaften 2019 in Seefeld in Tirol, gewann sie die Bronzemedaille mit der Staffel. Ihre beste Platzierung bei den Einzelrennen dort war der 12. Platz über 10 km klassisch. Beim Weltcupfinale in Québec kam sie auf den 50. Platz und erreichte abschließend den 12. Platz im Sprintweltcup und jeweils den achten Rang im Gesamt und Distanzweltcup.
Nachdem sie aufgrund einer Schwangerschaft in der Saison 2019/20 pausierte, startete sie zu Beginn der Saison 2020/21 erstmals wieder beim Ruka Triple, jetzt unter dem Familiennamen Stupak, und errang dabei den 21. Gesamtplatz. Bei den folgenden Weltcups kam sie in Davos mit Platz zwei über 10 km Freistil und in Dresden mit Rang zwei im Teamsprint wieder aufs Podest. Bei der Tour de Ski 2021 belegte sie mit sieben Top-Zehn-Platzierungen, darunter einen zweiten und ersten Platz, den zweiten Gesamtrang. Es folgte in Falun der zweite Platz im 10-km-Massenstartrennen. Beim Saisonhöhepunkt, den Nordischen Skiweltmeisterschaften in Oberstdorf, holte sie mit der Staffel die Silbermedaille. Ihr bestes Ergebnis dort im Einzel war der 11. Platz im Skiathlon. Zum Saisonende gewann sie im Engadin im 10-km-Massenstartrennen ihr drittes Weltcuprennen und belegte im Verfolgungsrennen den dritten Platz. Sie errang damit abschließend den dritten Platz im Distanzweltcup und den zweiten Platz im Gesamtweltcup. In der Saison 2021/22 siegte sie in Lillehammer mit der Staffel und holte bei den Olympischen Winterspielen 2022 in Peking die Bronzemedaille im Teamsprint sowie die Goldmedaille mit der Staffel.

## Privates
Julija Belorukowa heiratete 2019 den Skilangläufer Nikita Stupak und hat mit ihm einen Sohn (* 2020).

## Erfolge

### Siege bei Weltcuprennen

#### Weltcupsiege im Einzel
| Nr. | Datum             | Ort     | Disziplin                   |
| --- | ----------------- | ------- | --------------------------- |
| 1.  | 24. November 2018 | Ruka    | 1,4 km Sprint klassisch     |
| 2.  | 13. März 2021     | Engadin | 10 km klassisch Massenstart |

#### Etappensiege bei Weltcuprennen
| Nr. | Datum          | Ort     | Disziplin                    | Rennen           |
| --- | -------------- | ------- | ---------------------------- | ---------------- |
| 1.  | 6. Januar 2021 | Toblach | 10 km Verfolgung klassisch 1 | Tour de Ski 2021 |

#### Weltcupsiege im Team
| Nr. | Datum            | Ort         | Disziplin             |
| --- | ---------------- | ----------- | --------------------- |
| 1.  | 15. Januar 2017  | Toblach     | Teamsprint Freistil 1 |
| 2.  | 5. Dezember 2021 | Lillehammer | 4 × 5 km Staffel 2    |

### Siege bei Continental-Cup-Rennen
| Nr. | Datum             | Ort            | Disziplin      | Serie              |
| --- | ----------------- | -------------- | -------------- | ------------------ |
| 1.  | 20. November 2013 | Werschina Tjoi | 5 km klassisch | Eastern Europe Cup |

## Teilnahmen an Weltmeisterschaften und Olympischen Winterspielen

### Olympische Spiele
- 2018 Pyeongchang: 3. Platz Sprint klassisch, 9. Platz Teamsprint Freistil, 18. Platz 15 km Skiathlon
- 2022 Peking: 1. Platz Staffel, 3. Platz Teamsprint klassisch, 7. Platz 10 km klassisch, 16. Platz Sprint Freistil, 24. Platz 15 km Skiathlon

### Nordische Skiweltmeisterschaften
- 2017 Lahti: 2. Platz Teamsprint klassisch, 5. Platz Staffel, 10. Platz Sprint Freistil
- 2019 Seefeld in Tirol: 3. Platz Staffel, 4. Platz Teamsprint klassisch, 12. Platz 10 km klassisch, 19. Platz Sprint Freistil
- 2021 Oberstdorf: 2. Platz Staffel, 4. Platz Teamsprint Freistil, 11. Platz 15 km Skiathlon, 13. Platz Sprint klassisch, 29. Platz 10 km Freistil

## Platzierungen im Weltcup

### Weltcup-Statistik
Die Tabelle zeigt die erreichten Platzierungen im Einzelnen.
- 1.–3. Platz: Anzahl der Podiumsplatzierungen
- Top 10: Anzahl der Platzierungen unter den ersten zehn
- Punkteränge: Anzahl der Platzierungen innerhalb der Punkteränge
- Starts: Anzahl gelaufener Rennen in der jeweiligen Disziplin
- Hinweis: Bei den Distanzrennen erfolgt die Einordnung gemäß FIS.

| Platzierung               | Distanzrennen a | Distanzrennen a | Distanzrennen a | Distanzrennen a | Distanzrennen a | Skiathlon Verfolgung | Sprint | Etappen- rennen b | Gesamt | Team   | Team    |
| Platzierung               | ≤ 5 km          | ≤ 10 km         | ≤ 15 km         | ≤ 30 km         | > 30 km         | Skiathlon Verfolgung | Sprint | Etappen- rennen b | Gesamt | Sprint | Staffel |
| ------------------------- | --------------- | --------------- | --------------- | --------------- | --------------- | -------------------- | ------ | ----------------- | ------ | ------ | ------- |
| 1. Platz                  |                 | 1               |                 |                 |                 | 1                    | 1      |                   | 3      | 1      | 1       |
| 2. Platz                  |                 | 3               |                 |                 |                 |                      |        | 1                 | 4      | 1      |         |
| 3. Platz                  |                 |                 |                 |                 |                 | 1                    | 1      |                   | 2      |        |         |
| Top 10                    |                 | 15              |                 |                 |                 | 5                    | 10     | 2                 | 32     | 2      | 6       |
| Punkteränge               | 1               | 29              | 2               | 1               |                 | 16                   | 32     | 9                 | 90     | 3      | 6       |
| Starts                    | 3               | 34              | 2               | 2               |                 | 19                   | 44     | 11                | 115    | 3      | 6       |
| Stand: Saisonende 2021/22 |                 |                 |                 |                 |                 |                      |        |                   |        |        |         |

### Weltcup-Gesamtplatzierungen
| Saison  | Gesamt | Gesamt | Distanz | Distanz | Sprint | Sprint |
| Saison  | Punkte | Platz  | Punkte  | Platz   | Punkte | Platz  |
| ------- | ------ | ------ | ------- | ------- | ------ | ------ |
| 2013/14 | 6      | 108.   | –       | –       | 6      | 71.    |
| 2014/15 | –      | –      | –       | –       | –      | –      |
| 2015/16 | 125    | 39.    | 52      | 34.     | 33     | 45.    |
| 2016/17 | 201    | 32.    | 40      | 52.     | 121    | 18.    |
| 2017/18 | 222    | 29.    | 70      | 39.     | 112    | 19.    |
| 2018/19 | 853    | 8.     | 385     | 8.      | 240    | 12.    |
| 2020/21 | 1079   | 2.     | 619     | 3.      | 120    | 16.    |
| 2021/22 | 163    | 33.    | 95      | 26.     | 68     | 33.    |